# 多米尼克·海因茨
多米尼克·海因茨（德語：Dominique Heintz；1993年8月15日—）是一位德國足球運動員。在場上的位置是中後衛。現効力德甲球隊科隆，曾效力於凯泽斯劳滕。他也代表德國國家青年足球隊參賽。